# Городок (Буйничский сельсовет)
Городок (бел. Гарадок) — деревня в составе Буйничского сельсовета Могилёвского района Могилёвской области Республики Беларусь. Расположена на южной окраине Могилёва на берегу Днепра.

## История
Деревня основана в начале 1920-х годов переселенцами из соседних деревень. В 1930-х годах был организован колхоз. Во время Великой Отечественной войны с июля 1941 года по 27 июня 1944 года оккупирована немецкими войсками. В 1990 году Городок насчитывал 82 хозяйства и 292 жителя, относился к учебному хозяйству СПТУ № 1 имени К. П. Орловского (центр в деревне Буйничи).
На западной окраине деревни сохранилось древнее городище.